# Скомельна-Біла
Скомельна-Біла (пол. Skomielna Biała) — село в Польщі, у гміні Любень Мисленицького повіту Малопольського воєводства.
Населення — 2831 особа (2011).
У 1975-1998 роках село належало до Новосондецького воєводства.

## Демографія
Демографічна структура станом на 31 березня 2011 року:
|          | Загалом | Допрацездатний вік | Працездатний вік | Постпрацездатний вік |
| -------- | ------- | ------------------ | ---------------- | -------------------- |
| Чоловіки | 1361    | 316                | 898              | 147                  |
| Жінки    | 1470    | 341                | 856              | 273                  |
| Разом    | 2831    | 657                | 1754             | 420                  |